# 第36回ニューヨーク映画批評家協会賞
第36回ニューヨーク映画批評家協会賞は、1970年の優秀な映画に贈られた賞である。

## 受賞
- 作品賞：
  - ファイブ・イージー・ピーセス

- 主演男優賞：
  - ジョージ・C・スコット - パットン大戦車軍団

- 主演女優賞：
  - グレンダ・ジャクソン - 恋する女たち

- 助演男優賞
  - チーフ・ダン・ジョージ - 小さな巨人

- 助演女優賞
  - カレン・ブラック - ファイブ・イージー・ピーセス

- 監督賞：
  - ボブ・ラフェルソン - ファイブ・イージー・ピーセス

- 脚本：
  - エリック・ロメール - モード家の一夜